# Вильгельм (ландграф Гессен-Филипсталь-Бархфельда)
Вильгельм Гессен-Филипсталь-Бархфельдский (нем. Wilhelm von Hessen-Philippsthal-Barchfeld; 1 апреля 1692, Филипсталь — 13 мая 1761, Бреда) — ландграф Гессен-Филипсталь-Бархфельда из Гессенского дома.

## Биография
Вильгельм — младший сын ландграфа Филиппа Гессен-Филипстальского и его супруги Екатерины Амалии Сольмс-Лаубахской (1654—1736), дочери графа Карла Отто Сольмс-Лаубахского. После завещанию отца Вильгельм в 1721 году получил по завещанию Бархфельд и Херлесхаузен и основал побочную линию Гессен-Филипсталь-Бархфельд. В 1690—1732 годах в его резиденции Бархфельде был заложен названный его именем замок Вильгельмсбург. Ландграф Вильгельм состоял на службе в гессенской, затем в голландской армии и в 1732 году был назначен губернатором Ипра. В 1742 году получил звание генерал-лейтенанта и спустя год командовал нидерландскими войсками в Войне за австрийское наследство. В 1744 году ландграф Вильгельм был вынужден сдать Ипр французам. Сражался при Фонтенуа и оборонял Берген-оп-Зом и Монс. В 1747 году получил звание генерала кавалерии. Умер на должности губернатора Бреды.

## Потомки
Ландграф Вильгельм женился 31 октября 1724 года в Хойме на принцессе Шарлотте Вильгельмине Ангальт-Бернбург-Хоймской, дочери князя Лебрехта. У супругов родились:
- Шарлотта (1725—1798), замужем за графом Альфредом Августом Изенбургским и Бюдингенским (1717—1782)
- Вильгельм (1726)
- Фридрих (1727—1777), ландграф Гессен-Филипсталь-Бархфельда, женат на графине Софии Генриетте Сальм-Грумбахской (1740—1800)
- Филипп (1728—1745)
- Иоганна Шарлотта (1730—1799)
- Каролина (1731—1808)
- Ульрика Элеонора (1732—1795), замужем за кузеном, ландграфом Вильгельмом Гессен-Филипстальским (1726—1810)
- Карл Вильгельм (1734—1764)
- Анна (1735—1785), замужем за графом Адольфом Липпе-Детмольдским (1732—1800), сыном Симона Генриха Липпе-Детмольдского
- Георг (1737—1740)
- Доротея Мария (1738—1799), замужем за князем Иоганном Карлом Людвигом Лёвенштейн-Вертгейм-Фрейденбергским (1740—1816)
- Кристиан (1740—1750)
- Людвиг Фридрих (1741)
- Адольф (1743—1803), ландграф Гессен-Филипсталь-Бархфельда, женат на Луизе Саксен-Мейнингенской (1752—1805)
- Август (1745)